# حصن آل سلمان (عمد)

تعديل مصدري - تعديل

حصن ال سلمان هي إحدى قرى  بمديرية عمد التابعة لمحافظة حضرموت، بلغ تعداد سكانها 131 نسمة حسب تعداد اليمن لعام 2004.